# 1967

## أحداث
- نوفمبر: بدء حصار السبعين والذي استمر إلى فبراير 1968.
- نهاية النزاع المائي في 1 مايو 1967 والتي بدأت في 1 نوفمبر 1964.
- وقوع حرب 1967 بداية من 5 يونيو 1967 إلى 10 يونيو 1967.
- بداية حرب الاستنزاف في 1 يوليو 1967 والتي انتهت في 7 أغسطس 1970.
- صدر لمحمد حسنين هيكل كتاب: الاستعمار لعبته الملك.

### يونيو
- 5 يونيو - قيام حرب الأيام الستة (النكسة) بين إسرائيل وكل من الأردن، سوريا، مصر واستيلاء إسرائيل على سيناء ومرتفعات الجولان وقطاع غزة والضفة الغربية بما فيها القدس.

### سبتمبر
- 14 سبتمبر - انتحار عبد الحكيم عامر قائد الجيش المصري والرجل الثاني في مصر.

### نوفمبر
- 30 نوفمبر - اليمن الجنوبي يحصل على استقلاله من بريطانيا.

### ديسمبر
- 5 ديسمبر - مذبحة داك سون هي مذبحة تمت في قرية داك سون التابعة حاليًا لإقليم داك نونغ في منطقة تاي نغوين في الفيتنام، والتي كانت خاضعة سابقا للفيتنام الجنوبية، أثناء الحرب الفيتنامية.

## مواليد
- أحمد الحمد
- آنا نيكول سميث
- أحمد مختار (فنان)
- أخيم فاجنر
- علي كركي
- عبد العزيز الأحمد
- أرنيل بينيدا
- أرون وينتر
- أكشاي كومار
- أكيهيكو يوشيدا
- ألان روتش
- ألكس أندرو كيلي
- ألكسندر بيس
- أليخاندرو آمينابار
- أندرياس مولر
- أيمن حسن
- إبراهيم بوالطيب
- إريك روي
- إيدي مالييت
- إيغور دوبروفولسكي
- إيفان زامورانو
- الشاب خلاص
- أندرسون كوبر
- أوزليم توريشي
- باميلا أندرسون
- بروك سميث
- بوبي ديول
- بودو إليغنر
- بورس بيكر
- بول إنس
- بول جياماتي
- بول غاسكوين
- بيتر فينك
- بينيشيو ديل تورو
- تاكويا تاكاغي
- تشاك شولدينر
- تشيرو فيرارا
- توني براكستون
- جلال عبدالمحسن الطبطبائي
- جان خليل
- جان لوك دوغون
- جعفر الدرازي
- جورج أوبويل
- جوردان تشان سيو تشون
- جوليا روبرتس
- جون ستيفنسون فون تيتزشنر
- جوناثان إيف
- جيمي فوكس
- جيمي كاميل
- جينا ترابياني
- حسان حطاب
- حكيم دكار
- حمد الصالح
- حميد ستيلي
- حنان شوقي
- خالد سكاح
- خوان كارلوس فرسناديلو
- خوسيه لويس كامينيرو
- دانييل دوتويل
- ديفيد جوتا
- راجح عمر
- رغد صدام حسين
- روبرتو باجيو
- روبيرتو روزيتي
- روجييرو ريدزيتيلي
- ريا الحفار الحسن
- ريم القروي
- رينيه زيلويجر
- ستريدا جعجع
- سعود بوصليب
- سعد الغامدي
- سعيد العويران
- سعيد فودة
- سمير حسن
- سونيا روف
- سيرج تانكيان
- سيمونه بينكه
- شيرين سيف النصر
- صابرين
- صدقي المقت
- طارق لطفي
- طاهر يولداشيف
- عباس سعد
- عبد الرحمن بن مساعد بن عبد العزيز آل سعود
- عبد العزيز الشايجي
- عبد الله تراوري
- عبد الناصر السعيد
- عزازي
- علي الراشد
- علي الهاجري
- علي باباجان
- عماد حجاج
- عمرو خالد
- عبد العزيز فهد المرزوق
- غاي بيرس
- غويليرمو أمور
- فيصل الشعلان (لاعب)
- فجر السعيد
- فريد بن ستيتي
- فضيلة الفاروق
- فيث هيل
- فيليب راستشك
- فيليب سيمور هوفمان
- فين ديزل
- فينس غيليغان
- قاسم الحسيني الجلالي
- قيس السندي
- كارلا بروني
- كاري-آن موس
- كازيوشي ميورا
- كايت والش
- كريس بنوا
- كريستوف كوكارد
- كريستين جونستون
- كلاوديو بياجيو
- كلاوديو كانيجيا
- كوبيلاي توركيلماز
- كورتني ثورن سميث
- كوفي كودجا
- كيرت كوبين
- لورا ديرن
- ليلى السيد
- ليونيل بيريز
- مات لوبلان
- ماتياس زامر
- ماثيو هولمان
- ماجد الكدواني
- مادهوري ديكسيت
- مارسيلو بالبوا
- مارك روفالو
- ماركو جيامباولو
- ماريا بيلو
- ماساشي ناكاياما
- ماسيميليانو أليغري
- محمد السماحي
- محمد جربوعة
- محمد جميل ولد منصور
- محمود أبو هنود
- مراد بوكرزازة
- موريل ديغوك
- مايا يزبك
- ميتسو إيواتا
- ميج كابوت
- ميخائيل ساكاشفيلي
- ميراندا أوتو
- ميغومي هاياشيبارا
- ميليسا مولر
- ناتالي توزيا
- نعمان بن عثمان
- نوبيوكي هياما
- نورينا هرتز
- نيكول كيدمان
- نيكولا أنه ميلهورن
- هبة قطب
- هنري إيان كوسيك
- هوبيرت فورنير
- ويل فيرل
- ويليام ألكسندر من هولندا
- ويليام برونييه
- ياكوب فريس هانسين
- يان إيريكسون
- يورغن كلوب
- يوكيكو أوكادا
- الطيب بوعزة
- طارق المزرم

### يناير
- 26 يناير - توشيوكي موريكاوا، مؤدي أصوات ياباني.
- 26 يناير - بشار كيوان - رجال أعمال فرنسي من أصل سوري.

### أبريل
- 17 أبريل - جيفري كلارك، مُحام ومسؤول سياسي أمريكي.

### مايو
- 4 مايو - أكيكو ياجيما، مؤدية أصوات يابانية.
- 5 مايو - تاكهيتو كوياسو، مؤدي أصوات ياباني.

### يونيو
- 15 يونيو - يوجي أُيدا، مؤدي أصوات ياباني.

### سبتمبر
- 13 سبتمبر - مايكل جونسون، عداء أمريكي سابق.

### أكتوبر
- 19 أكتوبر - يوكو شيمومورا، ملحنة يابانية.

### نوفمبر
- 2 نوفمبر - أكيرا إيشيدا، مؤدي أصوات ياباني.
- 25 نوفمبر - كازُيا ناكاي، مؤدي أصوات ياباني.

### ديسمبر
- 8 ديسمبر -
  - كوتونو ميتسويشي، مؤدية أصوات يابانية.
  - ماهر الأسد، عميد ركن سوري، وشقيق الرئيس السوري بشار الأسد.

## وفيات
- أحمد التليلي
- أرنستو تشى جيفارا
- ألبرت جون لوتولي
- ألفريد مارجول شبيربر
- أوسكار ماريا جراف
- إرنستو تشي جيفارا
- بول ميوني
- جاك روبي
- جمال الدين الشيال
- جون كوكروفت
- رئيف خوري
- روبرت أوبنهايمر
- ريشارد كون
- رينيه ماغريت
- زولتان كودالي
- سليم حاطوم
- سمير نجيب
- سيريل هنشلوود
- عبد الكريم بن ثابت
- عبد اللطيف أبو قورة
- عبد الله الفضالة
- فلاديمير كوماروف
- فيفيان لي
- كليمنت أتلي
- كونراد أديناور
- محمد الجلالي
- محمد بن عوض بن لادن
- محمد فريد أبو حديد
- محمد مصدق
- محمود محمد صالح
- مصطفى خريف
- نورمان إنجيل
- هرمان مولر
- هنري لوس
- ياروسلاف هايروفسكي
- محمد صادق الخليلي

### يونيو
- 30 يونيو - شكري القوتلي، رئيس سوري.

### سبتمبر
- 19 سبتمبر - زينايدا سيريبرياكوفا، رسامة روسية.

### أكتوبر
- 20 أكتوبر - شيغه-رو يوشيدا، سياسي ياباني.

### نوفمبر
- 17 نوفمبر - أمجد الزهاوي، عالم وفقيه وداعية إسلامي عراقي.
- ؟ نوفمبر - علي البازي، شاعر عراقي.
- 20 نوفمبر - غابور أندريانسكي، عالم نبات ومستكشف مجري.

## نال جائزة نوبل
- في الفيزياء – الأمريكي هانز بيته.
- في الكيمياء – بين الألماني مانفرد أيغن والبريطانيان رونالد نوريش وجورج بورتر.
- في الطب – بين السويدي رانيار غرانيت والأمريكيان هالدان هارتلاين وجورج والد.
- في الأدب – الغواتيمالي ميغل أنخل أستورياس.
- في السلام – محجوبة.